# Juan Camilo Ríos
Juan Camilo Ríos Arboleda (Colombia, 4 de diciembre de 1987) es un futbolista colombiano. Juega como defensa y actualmente milita en el Universitario de Sucre de la Primera División de Bolivia.

## Clubes
| Club                   | País    | Año             |
| ---------------------- | ------- | --------------- |
| Oriente Petrolero      | Bolivia | 2011            |
| Club Petrolero         | Bolivia | 2012 - 2017     |
| Universitario de Sucre | Bolivia | 2018            |
| Club Petrolero         | Bolivia | 2019 - 2020     |
| Real Tomayapo          | Bolivia | 2021            |
| Universitario de Sucre | Bolivia | 2022 - presente |

## Estadísticas
| Club                     | Temporada           | Liga  | Liga  | Copa Nacional | Copa Nacional | Copa Internacional | Copa Internacional | Total | Total |
| Club                     | Temporada           | Part. | Goles | Part.         | Goles         | Part.              | Goles              | Part. | Goles |
| ------------------------ | ------------------- | ----- | ----- | ------------- | ------------- | ------------------ | ------------------ | ----- | ----- |
| Club Petrolero · Bolivia | 2012/13             | 26    | 0     | 1             | 0             | -                  | -                  | 27    | 0     |
| Club Petrolero · Bolivia | 2013/14             | 0     | 0     | 3             | 0             | -                  | -                  | 3     | 0     |
| Club Petrolero · Bolivia | 2014/15             | 35    | 2     | 0             | 0             | -                  | -                  | 35    | 2     |
| Club Petrolero · Bolivia | 2015/16             | 36    | 4     | 2             | 1             | -                  | -                  | 38    | 5     |
| Club Petrolero · Bolivia | 2016/17             | 13    | 1     | 0             | 0             | 2                  | 0                  | 15    | 1     |
| Club Petrolero · Bolivia | Total               | 110   | 7     | 6             | 1             | 2                  | 0                  | 118   | 8     |
| Total en su carrera      | Total en su carrera | 110   | 7     | 6             | 1             | 2                  | 0                  | 118   | 8     |